# لاویانو
لاویانو (به ایتالیایی: Laviano) یک منطقهٔ مسکونی در ایتالیا است که در استان سالرنو واقع شده‌است.

## خصوصیات
لاویانو ۵۶ کیلومترمربع مساحت و ۱٬۵۱۰ نفر جمعیت دارد.